# Vandans
Vandans is een gemeente in de Oostenrijkse deelstaat Vorarlberg, gelegen in het district Bludenz (BZ), in het westen van Oostenrijk. De gemeente heeft ongeveer 2900 inwoners. De plaats heeft een Spoorweghalte aan de Montafonerbahn.

## Geografie
Vandans heeft een oppervlakte van 53,55 km².
In het Ortsteil Vens bevindt zich de Bedevaartskerk van Onze Lieve Vrouw en heilige Sebastiaan, die werd gebouwd in 1613.
Bartholomäberg · Blons · Bludenz · Bludesch · Brand · Bürs · Bürserberg · Dalaas · Fontanella · Gaschurn · Innerbraz · Klösterle · Lech · Lorüns · Ludesch · Nenzing · Nüziders · Raggal · Sankt Anton im Montafon · Sankt Gallenkirch · Sankt Gerold · Schruns · Silbertal · Sonntag · Stallehr · Thüringen · Thüringerberg · Tschagguns · Vandans
- Gemeinsame Normdatei: 4433796-6
- Virtual International Authority File: 243846214